# Мандрівник (фільм, 2015)
«Мандрівник» (каз. Жат) — казахстанський історико-драматичний фільм, написаний та знятий Ермеком Турсуновим. Фільм був висунутий Казахстаном на премію «Оскар-2016» у номінації «найкращий фільм іноземною мовою». Також стрічка була обрана для показу у секції «Сучасне світове кіно» на міжнародному кінофестивалі у Торонто 2015. Стрічка заснована на реальних подіях і розповідає історію чоловіка, який в 1930-і роки пішов у гори і залишився там жити до кінця життя.

## Сюжет
Події розгортаються у 20 столітті. У центрі сюжету знаходиться казахський хлопець Іл’яс, який стає відлюдником, щоб зберегти свою свободу. Він переживає голод 30-х років, сталінські репресії та Другу світову війну, ховаючись у печері в жорстоких умовах степу. У спробі зберегти свою свободу, він стикається з громадським тиском.

## У ролях
- Ерлан Нуримбет — Іл’яс
- Роза Хайрулліна — Зіна
- Олександр Карпов — Ібрай
- Еліна Абайкизи
- Куандик Кистикбаев
- Ерболат Тогизаков

## Виробництво
Сценарій фільму був написаний Ермеком Турсуновим ще під час його навчання у Всеросійському державному інституті кінематографії. Перед зйомками режисер з продюсером Канатом Торебаєм відвідали могилу прототипу головного героя, а також поспілкувалися з людьми, які були з ним знайомі. Ермек Турсунов в дитинстві навіть бачив його на власні очі. Зйомки фільму завершилися в листопаді 2014 року, вони проходили в горах Алматинської області.

## Визнання
| Нагороди та номінації фільму «Мандрівник» | Нагороди та номінації фільму «Мандрівник» | Нагороди та номінації фільму «Мандрівник» | Нагороди та номінації фільму «Мандрівник» | Нагороди та номінації фільму «Мандрівник» | Нагороди та номінації фільму «Мандрівник» |
| Рік                                       | Кінопремія / Кінофестиваль                | Категорія / Нагорода                      | Номінант                                  | Результат                                 |                                           |
| ----------------------------------------- | ----------------------------------------- | ----------------------------------------- | ----------------------------------------- | ----------------------------------------- | ----------------------------------------- |
| 2015                                      | Міжнародний кінофестиваль «Євразія»       | Найкращий актор                           | Ерлан Нуримбет                            | Перемога                                  |                                           |
| 2015                                      | Азійсько-Тихоокеанська кінопремія         | Найкращий режисер                         | Ермек Турсунов                            | Номінація                                 |                                           |
| 2015                                      | Азійсько-Тихоокеанська кінопремія         | Найкраща операторська робота              | Мурат Алієв                               | Номінація                                 |                                           |